# Lidong, Xinxing
Lidong (kinesiska: 里洞) är en köping i sydöstra Kina. Den ligger i Xinxing härad i staden Yunfu i provinsen Guangdong, omkring 130 kilometer sydväst om provinshuvudstaden Guangzhou. Antalet invånare är 14 105. Befolkningen består av 6 898 kvinnor och 7 207 män. Barn under 15 år utgör 24,0 %, vuxna 15-64 år 64 %, och äldre över 65 år 11,0 %.